# Eremogone micradenia
Eremogone micradenia är en nejlikväxtart som först beskrevs av P. Smirn., och fick sitt nu gällande namn av Sergei Sergeevich Ikonnikov. Eremogone micradenia ingår i släktet Eremogone och familjen nejlikväxter. Inga underarter finns listade i Catalogue of Life.